# Karel Vilém II. z Auerspergu
Karel Vilém II. z Auerspergu (německy Carl Wilhelm II. von Auersperg, 5. října 1782, Praha – 25. ledna 1827, Vlašim) byl česko-rakouský šlechtic, 7. kníže z Auerspergu, vévoda z Gotschee (Kočevje). Žil v době napoleonských válek (1803–1815).

## Životopis
Narodil se 5. října 1782 v Praze v Českém království jako Karel Vilém II. Filip Viktor, 7. kníže z Auerspergu, vévoda z Gotschee, nejstarší syn knížete Viléma z Auerspergu (1749–1822) a hraběnky Leopoldiny z Valdštejna-Wartenbergu (1761–1846), dcery hraběte Jana Vincence z Valdštejna-Wartenbergu (1731–1797) a Žofie ze Šternberka (1738–1803).
Jeho bratr Karel Vilém z Auerspergu (1783–1847) se 15. února 1810 oženil s Marianou Augustou von Lente (1790–1873), starší sestrou své druhé manželky Frideriky. V Praze se tak konala dvojitá svatba. Jejich nejmladšího bratra Vincenta (1790–1812) adoptoval strýc Karel Auersperg-Trautson (1750–1822). Ten se oženil 23. září 1811 s Gabrielou z Lobkovic (1793–1863) a měli syna Vincenta Karla z Auerspergu (1812–1867), který později vystřídal Karla z Auerspergu–Trautsonu (1750–1822).
Karel Vilém II. z Auerspergu zemřel 25. ledna 1827 ve věku 44 let na zámku Vlašim. Jeho vdova zemřela 3. nebo 5. listopadu 1860 v Praze.

## Rodina
Karel Vilém II. byl dvakrát ženatý.
V prvním manželství uzavřeném 2. května nebo 29. července roku 1804 v Tachově v Čechách, se oženil s hraběnkou Adélou Pavlínou z Windischgrätze (4. prosince 1788, Brusel – 8. října 1806, Lipsko), dcerou hraběte Josefa Mikuláše z Windischgrätze (1744–1802) a vévodkyně Leopoldiny z Arenbergu (1751–1812). Manželství zůstalo bezdětné.
Ve druhém manželství z 15. února 1810 uzavřeném v Praze se oženil s Frederikou Luisou Vilemínou Henrietou z Lente (13. února 1791, Celje – 3. nebo 5. listopadu 1860, Praha), dcerou Karla Levina Otty z Lente (1746–1815) a hraběnky Henriety Žofie Frederiky Sabiny z Benningsenu (1769–1850), vnučkou ruského generála Leontije Augusta z Benningsenu. Měli šest dětí:
- Aglaé Leopoldina Žofie Marie (26. ledna 1812, Praha – 24. března 1899, Újezd Svatého Kříže), 20. května 1837 se ve Vlašimi provdala za Kristiána svobodného pána Koce z Dobrše (4. září 1806 – 31. října 1883)
- Vilemína Františka Karolína (2. dubna 1813, Praha –16. února 1886, Praha), 10. dubna 1839 se v Praze vdala dne za hraběte Heřmana z Nostic-Rienecku (29. července 1812 – 27. prosince 1895)
- Karel Vilém Filip (1. května 1814 – 4. ledna 1890), od roku 1827 8. kníže z Auerspergu, vévoda z Gotschee, předseda vlády Rakouska-Uherska (1867–1868), rytíř Řádu zlatého rouna, 10. srpna 1851 se v Teplicích oženil s uherskou hraběnkou Ernestinou Festeticsovou z Tolny (27. května 1831 – 30. prosince 1901), bez dětí
- Alexandr Vilém Teodor (6. dubna 1818 – 2. března 1866), ženatý od 14. ledna 1852 s hraběnkou Šaroltou Szapáryovou z Muraszombatu (23. června 1831 – 21. března 1871)
- Leopoldina (21. ledna 1820 – 28. ledna 1821)
- Adolf Vilém Karel Daniel (12. července 1821, Praha – 5. ledna 1885, Goldegg), předseda vlády Rakouska-Uherska (1871–1879), rytíř Řádu zlatého rouna 1878, poprvé ženatý od 26. října 1845 s Johanou Aloisií Mladotovou ze Solopisk (14. listopadu 1820 – 26. října 1849), podruhé ve Vlašimi 6. října 1857 se oženil s hraběnku Johanou Festeticsovou z Tolny (15. června 1830, Tolna – 9. března 1884, Vídeň) s níž měl pět dětí